# 결합 도식
조합론에서 결합 도식(結合圖式, 영어: association scheme 어소시에이션 스킴[*]) 또는 일관 구조(一貫構造, 영어: coherent configuration)는 어떤 특별한 조건을 만족시키는 일련의 이항 관계들이 주어진 유한 집합이며, 변 색칠이 주어진 완전 그래프로도 간주될 수 있다. 주어진 결합 도식으로부터 그 구조를 나타내는 결합 대수인 보스-메스너 대수(बसु-Mesner代數, 영어: Bose–Mesner algebra)가 존재한다.

## 정의
결합 도식의 개념은 여러 가지로 정의될 수 있으나, 이 정의들은 모두 서로 동치이다.

### 조합론적 정의
결합 도식 {\displaystyle (X,{\mathcal {R}})}은 다음과 같은 데이터로 주어진다.:2479, Definition 1:1, §1.1
- 유한 집합 {\displaystyle X}
- {\displaystyle X\times X}의, {\displaystyle n+1}개의 부분 집합들 {\displaystyle {\mathcal {R}}}, {\displaystyle |{\mathcal {R}}|=n+1}

이는 다음 조건들을 만족시켜야 한다.
- ㉠ {\displaystyle {\mathcal {R}}}는 {\displaystyle X\times X}의 분할을 이룬다. 즉, {\displaystyle R,R'\in {\mathcal {R}}}이며 {\displaystyle R\neq R'}이라면 {\displaystyle R\cap R'=\varnothing }이며, 또한 {\displaystyle \textstyle \bigcup {\mathcal {R}}=X\times X}이다.
- ㉡ {\displaystyle \textstyle \{(x,x)\colon x\in X\}=\bigcup {\mathcal {R}}'}인 부분 집합 {\displaystyle {\mathcal {R}}'\subseteq {\mathcal {R}}}가 존재한다.
- ㉢ {\displaystyle \varnothing \not \in {\mathcal {R}}}
- ㉣ 임의의 {\displaystyle R\in {\mathcal {R}}}에 대하여, {\displaystyle R^{\operatorname {op} }\in {\mathcal {R}}}
- ㉤ 임의의 {\displaystyle R,R',R''\in {\mathcal {R}}} 및 {\displaystyle (x,y)\in R}에 대하여, {\displaystyle |\{z\in X\colon x\sim _{R'}y\sim _{R''}z\}|\in \mathbb {N} }는 {\displaystyle (x,y)}에 의존하지 않는다.

여기서
- {\displaystyle R\in {\mathcal {R}}}에 대하여, {\displaystyle x\sim _{R}y}는 {\displaystyle (x,y)\in R}를 뜻한다.
- {\displaystyle R^{\operatorname {op} }=\{(y,x)\colon (x,y)\in R\}}는 {\displaystyle R}의 반대 이항 관계이다.

흔히, {\displaystyle {\mathcal {R}}}의 원소는 {\displaystyle (R_{0},R_{1},\dotsc ,R_{n})}으로 표기되며, 이 경우 {\displaystyle R_{0}=\{(x,x)\colon x\in X\}}이다. 또한,
{\displaystyle p_{ij}^{k}=|\{z\in X\colon x\sim _{i}y\sim _{j}z\}|\qquad (x\sim _{k}y)}
는 결합 도식의 구조 상수(構造常數, 영어: structure constant)라고 한다.

### 행렬을 통한 정의
결합 도식 {\displaystyle (X,n,{\mathcal {A}})}은 다음과 같은 데이터로 주어진다.:13–14, §1.3
- 유한 집합 {\displaystyle X=\{0,1,\dotsc ,q-1\}}
- 자연수 {\displaystyle n}
- {\displaystyle n}개의, 모든 성분이 0 또는 1인 {\displaystyle q\times q} 정사각 행렬들의 족 {\displaystyle {\mathcal {A}}=\{A_{0},A_{1},\dotsc ,A_{n}\}}.

이는 다음 조건들을 만족시켜야 한다.
- ㉠ {\displaystyle \textstyle \sum _{i=0}^{n}A_{i}}는 모든 성분이 1인 {\displaystyle k\times k} 정사각 행렬이다.
- ㉡ {\displaystyle \textstyle 1_{k\times k}=\sum {\mathcal {A}}'}인 {\displaystyle {\mathcal {A}}'\subseteq {\mathcal {A}}}가 존재한다.
- ㉢ {\displaystyle 0_{k\times k}\not \in {\mathcal {A}}}.
- ㉣ 임의의 {\displaystyle A\in {\mathcal {A}}}에 대하여, {\displaystyle A^{\top }\in {\mathcal {A}}}
- ㉤ 임의의 {\displaystyle A_{i},A_{j}\in {\mathcal {A}}}에 대하여, 그 곱 {\displaystyle A_{i}A_{j}}는 {\displaystyle {\mathcal {A}}}의 원소들의 자연수 계수 선형 결합이다. 즉, 각 {\displaystyle 0\leq i,j,k\leq k}에 대하여, {\displaystyle \textstyle A_{i}A_{j}=\sum _{k=0}^{n}p_{ij}^{k}A_{k}}인 자연수 {\displaystyle p_{ij}^{k}}가 존재한다.

이 두 정의는 서로 동치이다. 즉, 두 정의 사이를 번역하려면, 각 이항 관계 {\displaystyle \sim _{i}}를 대신 정사각 행렬
{\displaystyle (A_{i})_{x,y}=x\sim _{i}y\qquad (x,y\in X)}
로 치환하면 된다.

### 기하학적 정의
결합 도식의 개념은 거리 공간과 유사하게 정의될 수도 있다.:2479, §Ⅱ.A
결합 도식 {\displaystyle (X,D,\partial )}은 다음과 같은 데이터로 주어진다.
- 유한 집합 {\displaystyle X}
- 유한 집합 {\displaystyle D}
- 함수 {\displaystyle \partial \colon X\times X\to D}. 이는 거리 함수(距離函數, 영어: distance)라고 한다.

이는 다음 조건들을 만족시켜야 한다.
- ㉡ 임의의 {\displaystyle x,y,z\in X}에 대하여, 만약 {\displaystyle \partial (x,x)=\partial (y,z)}라면, {\displaystyle y=z}이다.
- ㉢ {\displaystyle \partial }은 전사 함수이다.
- ㉣ 임의의 {\displaystyle x,y,x',y'\in X}에 대하여, {\displaystyle \partial (x,y)=\partial (x',y')}라면 {\displaystyle \partial (y,x)=\partial (y',x')}
- ㉤ 임의의 {\displaystyle x,y,x',y'\in X}에 대하여, 만약 {\displaystyle \partial (x,y)=\partial (x',y')}라면, {\displaystyle \forall z\in X\colon \partial (x,z)=\partial (x',f(z))}이자 {\displaystyle \forall z\in X\colon \partial (z,y)=\partial (f(z),y')}가 되는 전단사 함수 {\displaystyle f\colon X\to X}가 존재한다.

이 정의 역시 나머지 두 정의와 서로 동치이다. 즉, 각 {\displaystyle \alpha \in D}에 대하여 이항 관계
{\displaystyle x\sim _{\alpha }y\iff \partial (x,y)=\alpha }
를 대응시키면 된다.

### 부분 결합 도식
같은 집합 {\displaystyle X} 위의 두 결합 도식 {\displaystyle (X,{\mathcal {R}})} 및 {\displaystyle (X,{\mathcal {R}}')}에 대하여, 만약 {\displaystyle {\mathcal {R}}\subseteq {\mathcal {R}}'}이라면, {\displaystyle (X,{\mathcal {R}})}를 {\displaystyle (X,{\mathcal {R}}')}의 부분 결합 도식(部分結合圖式, 영어: subscheme)이라고 한다.

### 결합 도식 준동형
다음이 주어졌다고 하자.
- 유한 집합 {\displaystyle X} 위의 결합 도식 {\displaystyle (X,{\mathcal {R}})}
- 유한 집합 {\displaystyle X'} 위의 결합 도식 {\displaystyle (X',{\mathcal {R}}')}

그렇다면, 결합 도식 사상(영어: morphism of association schemes) {\displaystyle (f,g)\colon (X,{\mathcal {R}})\to (X',{\mathcal {R}}')}은 다음과 같은 데이터로 구성된다.:83, Chapter 5
- 함수 {\displaystyle f\colon X\to X'}
- 함수 {\displaystyle g\colon {\mathcal {R}}\to {\mathcal {R}}'}

이는 다음 조건을 만족시켜야 한다.
임의의 {\displaystyle x,y\in X} 및 {\displaystyle R\in {\mathcal {R}}}에 대하여, 만약 {\displaystyle x\sim _{R}y}라면, {\displaystyle f(x)\sim _{g(R)}f(y)}이다.
이는 사실 이항 관계가 주어진 구조 사이의 준동형의 특수한 경우이다.

## 종류
결합 도식 {\displaystyle X}에 대하여 다음 조건들이 서로 동치이며, 이를 만족시키는 결합 도식을 대칭 결합 도식(對稱結合圖式, 영어: symmetric association scheme)이라고 한다.:2479, §II.A
- 조합론적 정의 {\displaystyle (X,{\mathcal {R}})}에서, {\displaystyle {\mathcal {R}}}의 모든 원소는 대칭 관계이다. 즉, 만약 {\displaystyle R\in {\mathcal {R}}}라면, {\displaystyle R=R^{\operatorname {op} }}이다.
- 행렬을 통한 정의 {\displaystyle (X,{\mathcal {A}})}에서, 모든 {\displaystyle A\in {\mathcal {A}}}는 대칭 행렬이다.
- 기하학적 정의 {\displaystyle (X,\partial )}에서, 임의의 {\displaystyle x,y\in X}에 대하여 {\displaystyle \partial (x,y)=\partial (y,x)}이다.

결합 도식 {\displaystyle (X,{\mathcal {R}})}에 대하여 다음 두 조건이 서로 동치이며, 이를 만족시키는 결합 도식을 가환 결합 도식(可換結合圖式,영어: commutative association scheme)이라고 한다.
- 그 보스-메스너 대수가 가환환이다.
- 조합론적 정의에서, 임의의 {\displaystyle R,R',R''\in {\mathcal {R}}} 및 {\displaystyle (x,y)\in R}에 대하여, {\displaystyle |\{z\in X\colon x\sim _{R'}z\sim _{R''}y\}|=|\{z\in X\colon x\sim _{R''}z\sim _{R'}y\}|}
- 행렬을 통한 정의 {\displaystyle (X,{\mathcal {A}})}에서, 임의의 {\displaystyle A,B\in {\mathcal {A}}}에 대하여 {\displaystyle AB=BA}이다.
- 기하학적 정의 {\displaystyle (X,\partial )}에서, 임의의 {\displaystyle x,y\in X}에 대하여, {\displaystyle \forall z\in X\colon (\partial (x,z),\partial (z,y))=(\partial (y,f(z)),\partial (f(z),x))}가 되는 자기 전단사 함수 {\displaystyle f\colon X\to X}가 존재한다.

결합 도식 {\displaystyle (X,{\mathcal {R}})}이 다음 조건을 만족시킨다면, 균등 결합 도식(均等結合圖式, 영어: homogeneous association scheme)이라고 한다.
- 조합론적 정의 {\displaystyle (X,{\mathcal {R}})}에서, {\displaystyle \{(x,x)\colon x\in X\}\in {\mathcal {R}}}이다.
- 행렬을 통한 정의 {\displaystyle (X,{\mathcal {A}})}에서, {\displaystyle 1_{|X|\times |X|}\in {\mathcal {A}}}이다.
- 기하학적 정의 {\displaystyle (X,\partial )}에서, {\displaystyle \forall x,y\in X\colon \partial (x,x)=\partial (y,y)}이다.

다음과 같은 포함 관계가 성립한다.
대칭 결합 도식 ⊊ 가환 결합 도식 ⊊ 균등 결합 도식 ⊊ 결합 도식

## 연산

### 올
결합 도식 {\displaystyle (X,\partial )}이 주어졌을 때, {\displaystyle X} 위에 다음과 같은 동치 관계를 정의할 수 있다.
{\displaystyle x\approx y\iff \partial (x,x)=\partial (y,y)}
이 동치 관계에 대한 동치류를 {\displaystyle X}의 올(영어: fibre)이라고 하자. 올들로 구성된 집합의 분할을 {\displaystyle (X_{\alpha })_{\alpha \in I}}로 표기할 때, 다음이 성립한다.
{\displaystyle \forall R\in {\mathcal {R}}\exists \alpha ,\beta \in I\colon R\subseteq X_{\alpha }\times X_{\beta }}
이에 따라, 결합 도식 {\displaystyle (X,\partial )}의 임의의 올 {\displaystyle X_{i}}이 주어졌을 때,
{\displaystyle (X_{i},\partial \upharpoonright X_{i}^{2})}
는 균등 결합 도식을 이룬다.

### 직접곱
유한 개의 결합 도식
{\displaystyle (X_{i},{\mathcal {R}}_{i})_{i\in I}}
{\displaystyle |I|<\aleph _{0}}
이 주어졌다고 하자. 그렇다면, 곱집합
{\displaystyle X=\prod _{i\in I}X_{i}}
위에 이항 관계
{\displaystyle {\mathcal {R}}=\prod _{i\in I}{\mathcal {R}}_{i}}
{\displaystyle (x_{i})_{i\in I}\sim _{(R_{i})_{i\in I}}(y_{i})_{i\in I}\iff \forall i\in I\colon x_{i}\sim _{R_{i}}y_{i}}
를 줄 수 있다. 그렇다면, {\displaystyle (X,{\mathcal {R}})}는 결합 도식을 이루며, 이를 {\displaystyle (X_{i},{\mathcal {R}}_{i})_{i\in I}}의 직접곱(直接곱, 영어: direct product)이라고 한다.:140, Chapter 7
이는 군의 직접곱의 개념의 일반화이다.

## 성질

### 구조 상수
임의의 결합 도식 {\displaystyle X}의 구조 상수들 {\displaystyle (p_{ij}^{k})_{1\leq i,j,k\leq n}}은 다음을 만족시킨다.
{\displaystyle \sum _{i,j,k=0}^{n}p_{ij}^{k}|R_{k}|=|X|^{3}}
만약
{\displaystyle R_{i}^{\operatorname {op} }=R_{\bar {\imath }}}
{\displaystyle R_{j}^{\operatorname {op} }=R_{\bar {\jmath }}}
{\displaystyle R_{k}^{\operatorname {op} }=R_{\bar {k}}}
일 때, 다음이 성립한다.
{\displaystyle p_{jk}^{i}=p_{{\bar {k}}{\bar {\jmath }}}^{\bar {\imath }}}
균등 결합 도식 {\displaystyle (X,{\mathcal {R}})}의 구조 상수들 {\displaystyle (p_{ij}^{k})_{1\leq i,j,k\leq n}}은 다음을 만족시킨다.:26, Exercise 1.1(a)
{\displaystyle p_{0i}^{j}=p_{i0}^{j}=\delta _{i}^{j}}
{\displaystyle p_{ij}^{0}=p_{{\bar {\jmath }}{\bar {\imath }}}^{0}=\delta _{j}^{\bar {\imath }}p_{i{\bar {\imath }}}^{0}}
{\displaystyle \sum _{i,j=0}^{n}p_{ij}^{0}=\sum _{i=0}^{n}p_{i{\bar {\imath }}}^{0}=|X|}
(여기서 {\displaystyle \delta _{i}^{j}}는 크로네커 델타이다.)

### 대칭 결합 도식에 대응되는 변 색칠
대칭 결합 도식 {\displaystyle (X,{\mathcal {R}})}이 주어졌다고 하자. 그렇다면, {\displaystyle X}의 원소를 꼭짓점들로 하는 완전 그래프 {\displaystyle K_{X}} 위에, {\displaystyle {\mathcal {R}}\setminus \{R_{0}\}}의 원소를 색으로 하는 변 색칠 {\displaystyle c\colon \operatorname {E} (K_{X})\to {\mathcal {R}}\setminus \{R_{0}\}}을 정의할 수 있다.
{\displaystyle c\colon (x,y)\mapsto R\iff (x,y)\in R\qquad (R\in {\mathcal {R}},\;R\neq R_{0})}
이에 따라, 대칭 결합 도식은 특별한 변 색칠이 주어진 유한 완전 그래프로 여겨질 수 있다.:7–8, §1.2

### 보스-메스너 대수
(행렬을 통한 정의의) 결합 도식 {\displaystyle (X,{\mathcal {A}})}이 주어졌을 때, {\displaystyle {\mathcal {A}}}의 선형 생성
{\displaystyle \operatorname {Span} _{\mathbb {Z} }{\mathcal {A}}\subseteq \operatorname {Mat} (|X|,|X|;\mathbb {Z} )}
은 정수 계수 결합 대수를 이룬다. 이를 {\displaystyle X}에 대응하는 보스-메스너 대수라고 한다 (흔히, 정수 계수 대신 실수나 복소수 계수가 사용된다).:2480, Definition 2
에르미트 수반에 대하여 닫혀 있는 복소수 행렬 결합 대수이므로, 복소수 계수 보스-메스너 대수는 항상 반단순 대수이다.
아르틴-웨더번 정리에 따라서, 복소수 계수 보스-메스너 계수는 다음과 같은 꼴로 유일하게 표현된다.
{\displaystyle \prod _{a=1}^{k}\operatorname {Mat} (m_{a},m_{a};\mathbb {C} )}
이에 따라, 위 분해에 등장하는 멱등원
{\displaystyle E_{a}=(0,0,\dotsc ,0,1_{m_{a}\times m_{a}},0,\dotsc ,0)}
들을 정의할 수 있으며, 이들은
{\displaystyle E_{a}E_{b}=\delta _{ab}E_{a}\qquad (a,b\in \{0,\dotsc ,k\})}
를 만족시킨다 ({\displaystyle \delta _{ab}}는 크로네커 델타). 또한, 편의상
{\displaystyle E_{0}={\frac {1}{|X|}}{\mathsf {J}}_{|X|\times |X|}.}
로 놓는다. 여기서 {\displaystyle {\mathsf {J}}_{|X|\times |X|}}는 모든 성분이 1인 {\displaystyle |X|\times |X|} 정사각 행렬(즉, 아다마르 곱의 항등원)이다. 이는 결합 도식의 공리에 따라 보스-메스너 대수의 원소이며, 0이 아닌 고윳값이 1개 밖에 없는 멱영원이므로 위 분해에 항상 등장한다.
특히, {\displaystyle E_{a}}를 {\displaystyle D_{i}}로 전개하였을 때의 계수
{\displaystyle |X|E_{a}=\sum _{i=0}^{n}Q_{ai}D_{j}}
를 정의할 수 있다.

### 가환 결합 도식의 쌍대성
가환 결합 도식 {\displaystyle X}의 경우, 최소 멱등원의 수는 {\displaystyle |X|=n}와 같으며, 멱영원들 {\displaystyle (E_{a})_{0\leq a\leq n}}은 보스-메스너 대수 {\displaystyle {\mathcal {A}}}의 기저를 이룬다. 이에 따라, 다음을 정의할 수 있다.
{\displaystyle D_{i}=\sum _{a=0}^{n}P_{i,a}E_{a}}
또한, {\displaystyle D_{i}}들은 모두 아다마르 곱에 대하여 닫혀 있으므로, {\displaystyle E_{a}}들의 아다마르 곱에 대한 구조 상수
{\displaystyle E_{a}\bigcirc E_{b}=q_{ab}^{c}E_{c}}
를 정의할 수 있다. (아다마르 곱은 교환 법칙을 따르므로 {\displaystyle q_{ab}^{c}=q_{ba}^{c}}이다.)
이에 따라, 다음과 같은 쌍대성이 존재한다.
| 이항 연산          | 아다마르 곱 {\displaystyle \bigcirc }                                       | 행렬의 곱                                                                      |
| 기저               | {\displaystyle D_{i}}                                                       | {\displaystyle E_{a}}                                                          |
| 기저의 직교성      | {\displaystyle D_{i}\bigcirc D_{j}=\delta _{ij}D_{i}}                       | {\displaystyle E_{a}E_{b}=\delta _{ab}E_{a}}                                   |
| 멱등원 조건        | {\displaystyle D_{i}}의 모든 성분은 0 또는 1 (아다마르 곱의 멱등원)         | {\displaystyle E_{a}}의 모든 고윳값은 0 또는 1 (행렬곱의 멱등원)               |
| 항등원             | {\displaystyle D_{0}=1_{n\times n}}                                         | {\displaystyle E_{0}={\mathsf {J}}_{n\times n}/\|X\|}                          |
| 기저 원소의 쌍대성 | {\displaystyle D_{\bar {\imath }}=D_{i}^{\top }}                            | {\displaystyle E_{\bar {a}}=E_{a}^{\top }={\bar {E}}_{a}} (각 성분의 복소켤레) |
| 기저의 합          | {\displaystyle \textstyle \sum _{i}D_{i}={\mathsf {J}}_{\|X\|\times \|X\|}} | {\displaystyle \textstyle \sum _{a}E_{a}=1_{\|X\|\times \|X\|}}                |
| 차수               | {\displaystyle v_{i}=\{y\in X\colon x\sim _{i}y\}\;(\forall x\in X)}        | {\displaystyle m_{a}=\dim _{\mathbb {C} }\operatorname {im} E_{a}}             |
| 차수의 합          | {\displaystyle \textstyle \sum _{i}v_{i}=\|X\|}                             | {\displaystyle \textstyle \sum _{a}m_{a}=\|X\|}                                |
| 구조 상수          | {\displaystyle D_{i}D_{j}=p_{ij}^{k}D_{k}}                                  | {\displaystyle \|X\|E_{a}\bigcirc E_{b}=q_{ab}^{c}E_{c}}                       |
| 기저 변환          | {\displaystyle \textstyle D_{i}=\sum _{a=0}^{n}P_{ia}E_{a}}                 | {\displaystyle \textstyle E_{a}=\sum _{i=0}^{n}Q_{ai}D_{i}}                    |

이 표에서, 배경색이 노란 칸은 가환 결합 도식일 경우에만 정의되는 것이다.
이에 따라, 만약 두 결합 도식 {\displaystyle X}, {\displaystyle Y}의 복소수 계수 보스-메스너 대수 {\displaystyle {\mathcal {A}}_{X}}, {\displaystyle {\mathcal {A}}_{Y}}가 각각
{\displaystyle ({\mathcal {A}}_{X},\cdot ,\bigcirc ,(D_{i})_{i})\cong ({\mathcal {A}}_{Y},\bigcirc ,\cdot ,(E_{a})_{a})}
라면, 서로 쌍대(영어: dual)라고 한다. 즉, 반선형 변환(영어: antilinear map)
{\displaystyle f\colon {\mathcal {A}}_{X}\to {\mathcal {A}}_{Y}}
{\displaystyle f(\lambda M)={\bar {\lambda }}f(M)\qquad (\lambda \in \mathbb {C} ,\;M\in {\mathcal {A}}_{X})}
{\displaystyle f(MN)=f(M)\bigcirc f(N)}
{\displaystyle f(M\bigcirc N)=f(M)f(N)}
를 만족시킬 경우, 이들이 서로 쌍대라고 한다.
아다마르 곱은 항상 교환 법칙을 따르므로, 쌍대성은 오직 두 가환 결합 도식 사이에만 존재할 수 있다.
특히, 해밍 결합 도식은 스스로의 쌍대이다.:2482, Example 1 (continued)

## 예
다음은 {\displaystyle n=3}인 대칭 결합 도식의 한 예이다. 여기서 {\displaystyle X=\{{\mathsf {A}},{\mathsf {B}},{\mathsf {C}},{\mathsf {D}},{\mathsf {E}},{\mathsf {F}}\}}이다.
|   | A | B | C | D | E | F |
| - | - | - | - | - | - | - |
| A | 0 | 1 | 1 | 2 | 3 | 3 |
| B | 1 | 0 | 1 | 3 | 2 | 3 |
| C | 1 | 1 | 0 | 3 | 3 | 2 |
| D | 2 | 3 | 3 | 0 | 1 | 1 |
| E | 3 | 2 | 3 | 1 | 0 | 1 |
| F | 3 | 3 | 2 | 1 | 1 | 0 |
그 구조 상수는 다음과 같다.
{\displaystyle 1=p_{00}^{0}=p_{01}^{1}=p_{02}^{2}=p_{03}^{3}=p_{11}^{1}=p_{23}^{1}=p_{33}^{1}=p_{22}^{2}=p_{12}^{3}=p_{13}^{3}}
{\displaystyle 2=p_{11}^{0}=p_{33}^{0}=p_{13}^{2}}
여기서 {\displaystyle p_{ij}^{k}}가 수록되었다면 {\displaystyle p_{ji}^{k}}는 생략하였으며, 수록되지 않은 구조 상수는 모두 0이다.

### 자명한 결합 도식
크기가 2 이상인 임의의 유한 집합 {\displaystyle X} 위에
{\displaystyle R_{0}=\{(x,x)\colon x\in X\}}
{\displaystyle R_{1}=X\times X\setminus R_{0}}
{\displaystyle {\mathcal {R}}=\{R_{0},R_{1}\}}
을 정의하면, {\displaystyle (X,2,{\mathcal {R}})}는 결합 도식을 이루며, 이를 자명한 결합 도식(自明-結合圖式, 영어: trivial association scheme)이라고 한다.:§1.1 그 구조 상수는 다음과 같다.
{\displaystyle p_{00}^{0}=p_{01}^{1}=p_{10}^{1}=1}
{\displaystyle p_{00}^{1}=p_{01}^{0}=p_{10}^{0}=0}
{\displaystyle p_{11}^{0}=|X|-1}
{\displaystyle p_{11}^{1}=|X|-2}
이는 사실 {\displaystyle n=1}인 해밍 결합 도식과 같다.

### 이산 결합 도식
임의의 유한 집합 {\displaystyle X} 위에,
{\displaystyle {\mathcal {R}}=\{\{(x,y)\}\colon x,y\in X\}}
를 정의하면, {\displaystyle (X,{\mathcal {R}})} 역시 결합 도식을 이룬다. 이를 이산 결합 도식(離散結合圖式, 영어: discrete association scheme)이라고 한다.:§1.1 그러나 {\displaystyle |X|\geq 2}일 경우 이는 균등 결합 도식이 아니다.

### 작은 결합 도식
크기 1의 결합 도식은 유일하며, 이는 대칭 결합 도식이다.
|   | A |
| - | - |
| A | 0 |

크기 2의 결합 도식은 다음 두 가지가 있다.
|   | A | B |
| - | - | - |
| A | 0 | 1 |
| B | 1 | 0 |

|   | A | B |
| - | - | - |
| A | 0 | 2 |
| B | 3 | 1 |

(가)는 자명한 결합 도식이며, (나)는 이산 결합 도식이다. (가)는 대칭 결합 도식이지만, (나)는 균등 결합 도식이 아니다.
주어진 집합 {\displaystyle X} 위의, 특별한 조건을 만족시키는 결합 도식의 수는 다음과 같다.:Table 1
| {\displaystyle \|X\|} | 균등 결합 도식의 수 (OEIS의 수열 57495) | 대칭 결합 도식의 수 |
| --------------------- | --------------------------------------- | ------------------- |
| 1                     | 1                                       | 1                   |
| 2                     | 1                                       | 1                   |
| 3                     | 2                                       | 1                   |
| 4                     | 4                                       | 3                   |
| 5                     | 3                                       | 2                   |
| 6                     | 8                                       | 4                   |
| 7                     | 4                                       | 2                   |
| 8                     | 21                                      | 10                  |
| 9                     | 12                                      | 6                   |
| 10                    | 13                                      | 8                   |
| 11                    | 4                                       | 2                   |
| 12                    | 59                                      | 21                  |

### 해밍 결합 도식과 존슨 결합 도식
임의의 곱집합 {\displaystyle X=F^{n}} 위에, 두 벡터 사이의 해밍 거리가 {\displaystyle 0,1,\dotsc ,n}인 것을 각각 이항 관계로 삼으면, 이는 결합 도식을 이룬다. 이를 해밍 결합 도식이라고 한다.
특히, {\displaystyle F=\{0,1\}}일 때, 주어진 해밍 무게의 벡터들만을 취한 부분 결합 도식을 존슨 결합 도식이라고 한다.

### 정추이적 작용
유한군 {\displaystyle G}의, 유한 집합 {\displaystyle X} 위의 왼쪽 정추이적 작용이 주어졌다고 하자. (특히, {\displaystyle |G|=|X|}이다.) 그렇다면,
{\displaystyle n=|G|}
{\displaystyle {\mathcal {R}}=\{\{(x,gx)\colon x\in X\}\colon g\in G\}}
를 정의하면, {\displaystyle (X,n,{\mathcal {R}})}는 결합 도식을 이루며, 그 구조 상수는
{\displaystyle p_{gh}^{k}={\begin{cases}1&gh=k\\0&gh\neq k\end{cases}}\qquad (g,h,k\in G)}
이다.
이에 대응하는 보스-메스너 대수는 군환
{\displaystyle \mathbb {Z} [G]}
과 동형이다.
또한, {\displaystyle G}에 대응하는 결합 도식이 가환 결합 도식일 필요 충분 조건은 {\displaystyle G}가 아벨 군인 것이다.

### 일반적 군 작용
유한군 {\displaystyle G}의, 유한 집합 {\displaystyle X} 위의 왼쪽 작용이 주어졌다고 하자. 그렇다면, {\displaystyle G}는 {\displaystyle X^{2}=X\times X} 위에 다음과 같이 작용한다.
{\displaystyle g\cdot (x,y)=(g\cdot x,g\cdot y)\qquad (x,y\in X,\;g\in G)}
그렇다면, {\displaystyle G}의 작용에 대한 궤도들은 {\displaystyle X^{2}}의 분할 {\displaystyle X^{2}/G}을 정의한다.
이 경우, {\displaystyle (X,X^{2}/G)}는 결합 도식을 이룬다.:2482, §II.D 또한, 이 결합 도식이 각종 조건을 만족시킬 필요 충분 조건은 다음과 같다.
| 결합 도식      | 군의 작용 |
| -------------- | --- |
| 올             | {\displaystyle X} 위의 {\displaystyle G}-작용의 궤도                                                                     |
| 균등 결합 도식 | {\displaystyle G\to \operatorname {Sym} (X)}가 추이적 작용                                                               |
| 대칭 결합 도식 | 임의의 {\displaystyle x,y\in X}에 대하여, {\displaystyle (g\cdot x,g\cdot y)=(y,x)}가 되는 {\displaystyle g\in G}가 존재 |
| 자명 결합 도식 | {\displaystyle G\to \operatorname {Sym} (X)}가 2-추이적 작용                                                             |
| 이산 결합 도식 | {\displaystyle G\to \operatorname {Sym} (X)}가 자명한 작용 (즉, {\displaystyle g\cdot x=x\forall g\in G,\;x\in X})       |

## 역사
1952년에 라지 찬드라 보스와 시마모토(T. Shimamoto)가 블록 설계의 이론에 대한 응용을 위해 결합 도식의 개념 및 용어를 도입하였다. 보스와 시마모토의 논문에서, “결합 도식”(영어: association scheme)이라는 용어는 대칭 결합 대수를 뜻했다.
1959년에 라지 찬드라 보스와 데일 마시 메스너(영어: Dale Marsh Mesner)는 보스-메스너 대수를 도입하였다.
이후 도널드 고든 히그먼(영어: Donald Gordon Higman, 1928~2006)이 1970년에 군론에서의 응용을 위하여 본 문서의 결합 도식과 동치인 개념을 도입하였으며, 히그먼은 이 개념을 “일관 구조”(영어: coherent configuration)라고 불렀다.:6, §3

## 같이 보기
- 블록 설계